# East Cranmore
East Cranmore – wieś w Anglii, w Somerset, w dystrykcie (unitary authority) Somerset, w civil parish Cranmore. W 1931 roku civil parish liczyła 89 mieszkańców. East Cranmore jest wspomniana w Domesday Book (1086) jako Crenemelle/Crenemella.